# Cincinnati Open 1984
Il Cincinnati Open 1985 è stato un torneo di tennis giocato sul cemento. È stata la 83ª edizione del Cincinnati Open, che fa parte del Volvo Grand Prix 1984. Il torneo si è giocato a Cincinnati in Ohio negli USA, dal 20 al 26 agosto 1984.

## Campioni

### Singolare
Mats Wilander ha battuto in finale  Anders Järryd con il punteggio di 7–6, 6–3

### Doppio
Francisco González /  Matt Mitchell hanno battuto in finale  Sandy Mayer /  Balázs Taróczy con il punteggio di 4–6, 6–3, 7–6